# Anadara uropigimelana

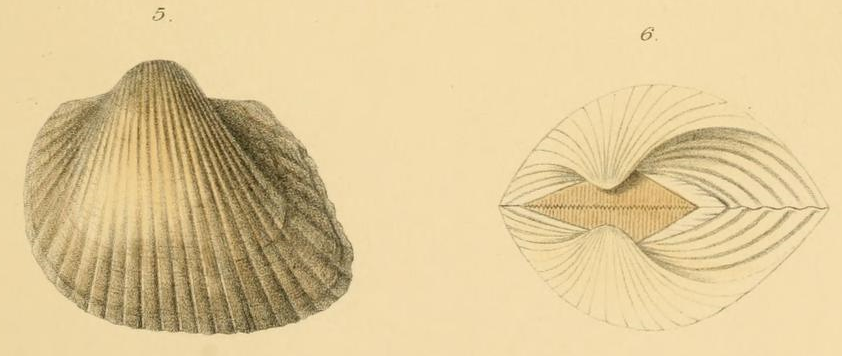
Anadara uropigimelana aus Kobelt (1891: Taf. 23, Fig. 5,6)

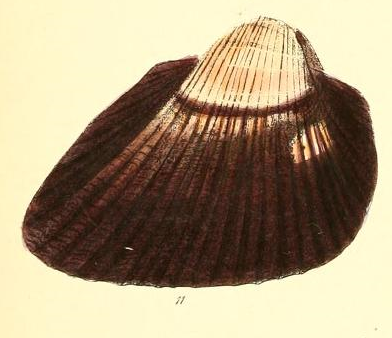
Anadara uropigimelana (Bory de Saint-Vincent, 1824) = Holotyp von Arca holoserica Reeve, 1844

Anadara uropigimelana ist eine Muschel-Art aus der Familie der Archenmuscheln (Arcidae) in der Ordnung der Arcida. Sie ist im tropischen Indopazifik beheimatet und kommt auch im Roten Meer vor.

## Merkmale
Das gleichklappige Gehäuse wird bis zu 8 cm lang. Es ist geringfügig ungleichseitig, die Wirbel stehen vor der Gehäusemitte. Es ist im Umriss annähernd schief-quadratisch und länger als hoch. Wilhelm Kobelt gibt ein Verhältnis von Länge zu Breite zu Dicke von 10:8:7 an. Die Wirbel sind kräftig entwickelt. Der Dorsalrand ist mäßig lang und gerade. Er geht jeweils mit einem deutlichen Winkel in den Vorder- und Hinterrand über. Der Winkel zum Vorderrand ist steil bis fast rechtwinklig, der Vorderrand ist gerundet. Der Winkel zum Hinterrand ist etwas flacher, der lange Hinterrand ist fast gerade, unmittelbar unter dem Winkel sogar leicht eingedellt. Die Area ist relativ groß. Das Ligament ist rhombenförmig und liegt beiderseits der Wirbel. Es nimmt den größten Teil der Area ein. Der Rhombus hat seine breiteste Stelle etwas hinter den Wirbeln.
Die Schale ist weißlich. Das Periostracum ist braun und zu dichten, kurzen Borsten ausgezogen. Diese erzeugen einen seidigen Glanz auf der Oberfläche. Die Ornamentierung besteht aus ca. 30 radialstrahligen, breiten, aber niedrigen Rippen mit schmalen Zwischenräumen. Im Bereich der Wirbel sind die Rippen gepunktet, zum Rand zu gestreift.

## Ähnliche Arten
Die Art ähnelt Anadara antiquata (Linnaeus, 1758). Diese Art hat aber im Durchschnitt mehr Rippen (35), die in den Kreuzungsstellen mit den Anwachslinien knotig verdickt sein können, während Anadara uripgimelans gepunktete oder gestreifte Rippen hat. Die Rippen teilen sich nicht. Anadara antiquata ist meist mit Mangroven assoziiert, während Anadara uropigimelana auf Seegraswiesen in Lagunen beschränkt ist.

## Geographische Verbreitung und Lebensraum
Die Art ist im tropischen Indopazifik beheimatet und kommt auch im Roten Meer vor.
Die Tiere leben eingegraben in sandigen und schlammigen Böden vom Intertidalbereich bis in etwa 70 Meter Wassertiefe. Sie heften sich mit Byssusfäden an einem größeren und festeren Gegenstand an. Sie ist im Pazifik assoziiert mit Seegraswiesen. In Kiribati bilden sie in Seegraswiesen der Lagunen dichte Bestände mit bis zu 14 Muscheln pro Quadratmeter.

## Taxonomie
Das Taxon wurde 1824 von Jean Baptiste Bory de Saint-Vincent als Arca uropigimelana aufgestellt. In älteren Arbeiten ist auch die Falschschreibung uropygimelana zu finden (z. B. Kobelt, 1891). Die Art wird heute allgemein anerkannt zur Gattung Anadara Gray, 1847 gestellt. Ein jüngeres Synonym ist Arca holoserica Reeve, 1844.

## Kommerzielle Bedeutung
Anadara uropigimelana wird lokal gesammelt, so z. B. auf Kiribati. Sie ist dort die wichtigste Muschelart für den heimischen Markt.